# Ziyad Larkèche
Ziyad Larkèche (* 19. September 2002 in Paris) ist ein französischer Fußballspieler algerischer Herkunft. Der Verteidiger steht bei den Queens Park Rangers in der EFL Championship unter Vertrag.

## Karriere

### Verein
Ziyad Larkèche wurde in der französischen Hauptstadt Paris geboren. Er besitzt sowohl die französische als auch die algerische Staatsangehörigkeit. Ab dem Jahr 2011 spielte Larkèche in den Jugendmannschaften von Paris Saint-Germain, bevor er im Juli 2020 zum FC Fulham nach England wechselte. Für den Verein aus der englischen Hauptstadt London spielte Larkèche in den Spielzeiten 2020/21 und 2021/22 für die U23-Mannschaft in der Premier League 2. Dabei kam der Abwehrspieler auf 38 Spiele und drei Tore. Im September 2022 wurde der 19-jährige Larkèche an den Drittligisten FC Barnsley verliehen. Sein Debüt als Profi gab er am 20. September 2022 in der EFL Trophy gegen die U21 von Newcastle United, bei dem ihm ein Freistoßtor zum 2:0-Endstand gelang. Mit Barnsley qualifizierte er sich am Ende der Saison 2022/23 als Tabellenvierter für die Play-off-Spiele um den Aufstieg in die zweite Liga. Nach einem Sieg gegen die Bolton Wanderers unterlag Larkèche mit seinem Leihverein im Finale gegen Sheffield Wednesday mit 0:1 nach Verlängerung. Nachdem die Leihe beendet war, wurde Larkèche vom englischen Zweitligisten Queens Park Rangers verpflichtet und er unterschrieb einen Dreijahresvertrag. In seiner ersten Saison bei den Rangers kam er in 20 Ligapartien zum Einsatz, davon 17 Mal als Einwechselspieler.
Am 30. Juli 2024 wechselte Larkèche für eine Saison auf Leihbasis zum schottischen Erstligisten FC Dundee. Seinen ersten Einsatz für den Verein absolvierte er einen Monat später im Dundee Derby gegen Dundee United.

### Nationalmannschaft
Ziyad Larkèche debütierte im Jahr 2021 in der französischen U20-Nationalmannschaft gegen Norwegen. Mit der Mannschaft gewann Larkèche im Jahr 2022 das Turnier von Toulon, in dem er zweimal in der Gruppenphase gegen Panama (0:0) und Saudi-Arabien (5:0) zum Einsatz kam.